# Vërbiçan
Vërbiçan (albanisch auch Vërbiçani bzw. Urbiçan/-i, serbisch Врбичане Vrbičane) ist eine Wüstung im Südwesten Kosovos und gehört zur Gemeinde Prizren.

## Geographie
Vërbiçan befindet sich an den westlichen Hängen des Koxha Ballkan (2043 m. i. J., westlich des Ošljak) im Südwesten Kosovos rund sechs Kilometer Luftlinie östlich von Prizren. Benachbarte Ortschaften sind nördlich Dojnica, westlich Gërnçar und südlich Pouska.

## Geschichte
Nach der Eroberung Kosovos durch das Königreich Serbien während des Ersten Balkankrieges 1912 richtete die serbische Regierung eine Militärverwaltung vor Ort ein. Dabei wurde eine eigene Gemeinde Vrbičane geschaffen, welche zudem die Dörfer Novosella (serb. Novo Selo) und Gërnçar (Grnčar) umfasste. Die Gemeinde gehörte zum Srez Šar des übergeordneten Okrug Prizren. Diese Verwaltungsgliederung bestand bis zum 6. Januar 1929, als das Gebiet Teil der neu geschaffenen Vardarska banovina innerhalb des Königreich Jugoslawiens wurde.

## Bevölkerung
| Jahr | Einwohner |
| ---- | --------- |
| 1919 | 176       |
| 1948 | 299       |
| 1953 | 309       |
| 1961 | 286       |
| 1971 | 195       |
| 1981 | 42        |
| 1991 | 77        |
| 2011 | 0         |

Die Volkszählung aus dem Jahr 2011 ergab für Vërbiçan eine Einwohnerzahl von 0.